# سبخة المنستير
سبخة المنستير سبخة بولاية المنستير بالوسط الشرقي التونسي، تقع قرب مدينة المنستير. تبلغ مساحتها 1.000 هكتارًا، ويبلغ ارتفاعها بين 2 و5 م عن سطح البحر. تستقبل العديد من الطيور في فصل الشتاء، كالنحام الوردي.
| سبخة المنستير |